# Phần mềm doanh nghiệp
Phần mềm quản lý doanh nghiệp bao gồm tất cả các phần mềm thuộc về quản trị kinh doanh mà một doanh nghiệp sử dụng để hoàn tất việc kinh doanh của họ, giúp họ tăng hoặc đo năng suất trong kinh doanh, sản xuất. Các phần mềm doanh nghiệp miêu tả thế giới thật của doanh nghiệp qua các mô hình dữ liệu. Chúng phục vụ cho các nhân viên của một doanh nghiệp trong thông tin, quản lý, tổ chức và kế hoạch.

## Các dạng phần mềm
- Hoạch định tài nguyên doanh nghiệp
- Kinh doanh thông minh
- Phần mềm kế toán
- Hệ thống quản lý nguồn nhân lực
- Quản lý công nghệ thông tin
- Quản lý nội dung doanh nghiệp
- Quản lý quan hệ khách hàng
- Tích hợp ứng dụng doanh nghiệp